# Dievas
En lituano Dievas, letón Dievs, letgaliano Dīvs, prusiano Deywis, sudovio Deivas era el dios supremo en la mitología báltica y una de las deidades más importantes junto con Perkūnas.  Dievas es un sucesor directo del dios Proto-Indoeuropeo supremo *Dyēnos de la raíz *deiwo-. Su forma Proto-Báltica era *Deivas.
En lituano moderno, esta palabra puede referirse a una deidad de cualquier clase (pagana, cristiana, ficticia y demás).
En inglés, Dievas puede ser utilizado como palabra para describir el Dios (o, el dios supremo) en la religión precristiana de los baltos, donde Dievas era entendido como el ser el ser supremo del mundo. En lituano y letón, es también utilizado para describir al Dios tal y como lo entienden las religiones mundiales importantes de hoy. El nombre más temprano *Deivas se refería a la brillante luz del cielo, como en otras mitologías indoeuropeas. El aspecto celestial es todavía aparente en frases como Saule noiet dievā, de canciones populares letonas. En el Hinduismo cualquier deidad es conocida como Deva, un resultado de compartir raíces Proto-Indoeuropeas.

## Concepción lituana de divinidad
La concepción de divinidad en la antigua religión lituana no está aún clara para los estudiosos modernos.Una parte de ellos piensa que los lituanos tenían un concepto panteísta de su religión. Este concepto, según las ideas de los investigadores modernos, incluye lo siguiente:
- Reconocimiento de un único Ser Divino, el núcleo del universo.
- Reconocimiento de múltiples seres divinos, en un nivel diferente del dios principal o, en otras palabras hipóstasis del único Dios.
- Reconocimiento de la participación directa del único Dios en niveles más bajos en la forma de seres más bajos (manifestaciones del único Dios). Las fuentes más tardías dan una forma humana al Dios, pero esto puede ser una limitación añadida por cristianismo. Las manifestaciones del Dios se caracterizan por ser modestas, justas, castas, delicadas, etc., mostrando algunas prioridades morales de los antiguos lituanos.

Aun así, este razonamiento excluye la concepción de un panteón o de algún otro conjunto de dioses en la antigua religión pagana lituana.
Muchas fuentes bien establecidas en relación con la mitología lituana no contradicen esta concepción, aunque no hay muchos datos disponibles. La carencia de datos deja un gran vacío para interpretaciones, y como consecuencia, muchos estudiosos no están del todo de acuerdo con estos puntos de arriba.
Por ejemplo un historiador de principios del siglo XIX, Theodor Narbutt, consideró la idea del panteón en la mitología lituana como un axioma. Y, a pesar de que sus fuentes fueran criticadas como irreales más tarde, y de que sus interpretaciones no siempre coinciden con los datos evidentes del folclore lituano, la mitología de Narbutt fue presentada de una manera pictórica y detallada. Sus trabajos tuvieron una gran influencia en el pensamiento e ideas de algunos estudiosos.[cita requerida]
Gintaras Beresnevičius se dio cuenta de que Dievas asumía una posición de un ser divino no-acitvo - deus otiosus -, por eso su culto entre los baltos era dudoso y los sitios sagrados dedicados a Dangaus Dievas no son ni siquiera mencionados en la mitología báltica.
Acerca del Dios (Dievas) en la antigua religión lituana, las interpretaciones modernas carecen de fuentes también. A pesar de todo, la concepción de que un único Dios Jefe por los lituanos está bien documentada y no se duda de ello. La palabra Dievas parece ser omitida respetuosamente o cambiada por sus epítetos en lituano: Aukščiausiasis ('el más Alto'), Visagalis ('el Omnipotente'), Praamžis ('el Eterno') o Pondzejis ('Señor Dios') y en prusiano como Occopirmzts.
[Nota: en cuanto a la concepción lituana de una divinidad celeste suprema se puede hacer una referencia a la diosa solar Saule, para la cual existe una gran documentación en la cultura popular, ref. Saulė]

## Manifestaciones
Muchas de las descripciones de Dievas son conocidas por tempranos textos cristianos de Lituania, los cuales no se presumen fuente fiable para los tiempos anteriores. No ha sido encontrada ninguna fuente temprana que describa a Dievas en detalle. Los mitos que describen a Dievas sólo manifiestan al dios en su forma humana, en particular en la forma de un viejo sabio o como un mendigo viejo. Pero el dato lingüístico, p. ej. el nombre para la artemisia abrotanum en lituano, Diemedis, Dios-árbol, así como algunas pistas en leyendas históricas sugieren, especula que las manifestaciones podrían ser creídas para tomar otras formas además de la humana, como formas de animales, pájaros o plantas.